# Прапор Наро-Фомінська
Місто Наро-Фомінськ Московської області Росії має власну символіку: герб та прапор. Міську символіку затверджено 23 листопада 2006 року

## Опис
Прямокутне полотно із співвідношенням ширини до довжини 2:3, розділене по горизонталі на три смуги зверху зелена, внизу червона в 5/12 ширини кожна та хвилясту білу в 1/6 посередині. Крізь білу смугу продіті два жовтих човника із гербу міського поселення. Посередині червоної смуги – жовтий щит. Прапор розроблено на основі герба.

## Обґрунтування
У роки ІІ Світової війни Наро-Фомінськ та ріка Нара стали одним з рубежів, де була зупинена німецька армія. Заслуги міста відображені золотим військовим щитом і червоним полем герба, які символізують доблесть та мужність місцевих мешканців. Біла хвиляста смуга показує ріку Нару, яка відіграла велику роль у становленні села як торговельного та промислового центру. Зелений колір прапора -- символ природи, здоров'я, символізує природу, яка оточує місто. 
Жовтий колір -- символ багатства, стабільності, поваги та інтелекту. Білий колір -- символ чистоти, досконалості, миру та взаєморозуміння.